# Karlín (ort)
Karlín är en ort i Tjeckien.   Den ligger i regionen Södra Mähren, i den sydöstra delen av landet, 220 km sydost om huvudstaden Prag. Karlín ligger 193 meter över havet och antalet invånare är 205.
Terrängen runt Karlín är platt. Runt Karlín är det ganska tätbefolkat, med 192 invånare per kvadratkilometer. Närmaste större samhälle är Hodonín, 18,1 km sydost om Karlín. Trakten runt Karlín består till största delen av jordbruksmark.